# Esther McVey
Esther Louise McVey (nacida el 24 de octubre de 1967) es una política británica que es actualmente Secretaria de Estado para la Vivienda, las Comunidades y el Gobierno Local desde julio de 2019 en el gobierno de Boris Johnson. Miembro del Partido Conservador, ha sido el miembro de parlamento (MP) por Tatton. Anteriormente fue una presentadora de televisión. Sirvió como Secretaria de Estado para el Empleo y las Pensiones desde enero hasta noviembre de 2018. McVey entró en el parlamento por primera vez como MP por Wirral West en las elecciones generales de 2010. En las elecciones generales de 2015, perdió su silla y pasaba los dos años próximos como presidente de la Policía de Transporte Británica. Regresó al parlamento en las elecciones generales de 2017, reemplazando a George Osborne.
Sirvió en la coalición Cameron–Clegg como Subsecretario Parlamentario del Estado por gente discapacitada desde 2012 hasta 2013, y luego se convirtió en Ministra de Estado en el Departamento del Empleo y las Pensiones desde 2013 hasta 2015. Se la juró en el Consejo Privado del Reino Unido en febrero de 2014, y atendió al Gabinete del Reino Unido como Ministra de Estado para el Empleo en el mismo año.
Sirvió en el segundo gobierno de Theresa May como asistenta al jefe del grupo parlamentario desde 2017 hasta 2018. El 8 de enero de 2018 se convirtió en la Secretaria de Estado para el Empleo y las Pensiones y se despidió del puesto el 15 de noviembre de 2018 debido a su oposición a las negociaciones de Brexit y al Acuerdo de la Retirada de Brexit. En junio de 2019 fue candidata en la elección de liderazgo del Partido Conservador de 2019 y era eliminada en la primera ronda con nueve votos.